# Koen Roggeman
Koen Roggeman (Antwerpen, 2 juni 1982) is een Belgisch voormalig handballer.

## Levensloop
Roggeman werd op 7-jarige leeftijd (1989) actief in het handbal bij OLSE Merksem. In 2002 maakte hij de overstap naar Sasja. Met deze club behaalde Roggeman drie landstitels op rij. Vervolgens kwam hij uit voor United Tongeren, waarmee hij tweemaal landskampioen werd en eenmaal de Beker van België won. Voor het seizoen 2013-14 keerde Roggeman terug naar zijn jeugdclub. Hij kwam evenwel niet vaak tot spelen doordat hij betrokken raakte in een verkeersongeval.
In 2007 werd hij verkozen tot handballer van het jaar.